# Liste der Baudenkmäler in Kraiburg am Inn
Auf dieser Seite sind die Baudenkmäler in dem oberbayerischen Markt Kraiburg am Inn zusammengestellt. Diese Tabelle ist eine Teilliste der Liste der Baudenkmäler in Bayern. Grundlage ist die Bayerische Denkmalliste, die auf Basis des Bayerischen Denkmalschutzgesetzes vom 1. Oktober 1973 erstmals erstellt wurde und seither durch das Bayerische Landesamt für Denkmalpflege geführt wird. Die folgenden Angaben ersetzen nicht die rechtsverbindliche Auskunft der Denkmalschutzbehörde.

## Ensembles

### Ensemble Ortskern Kraiburg

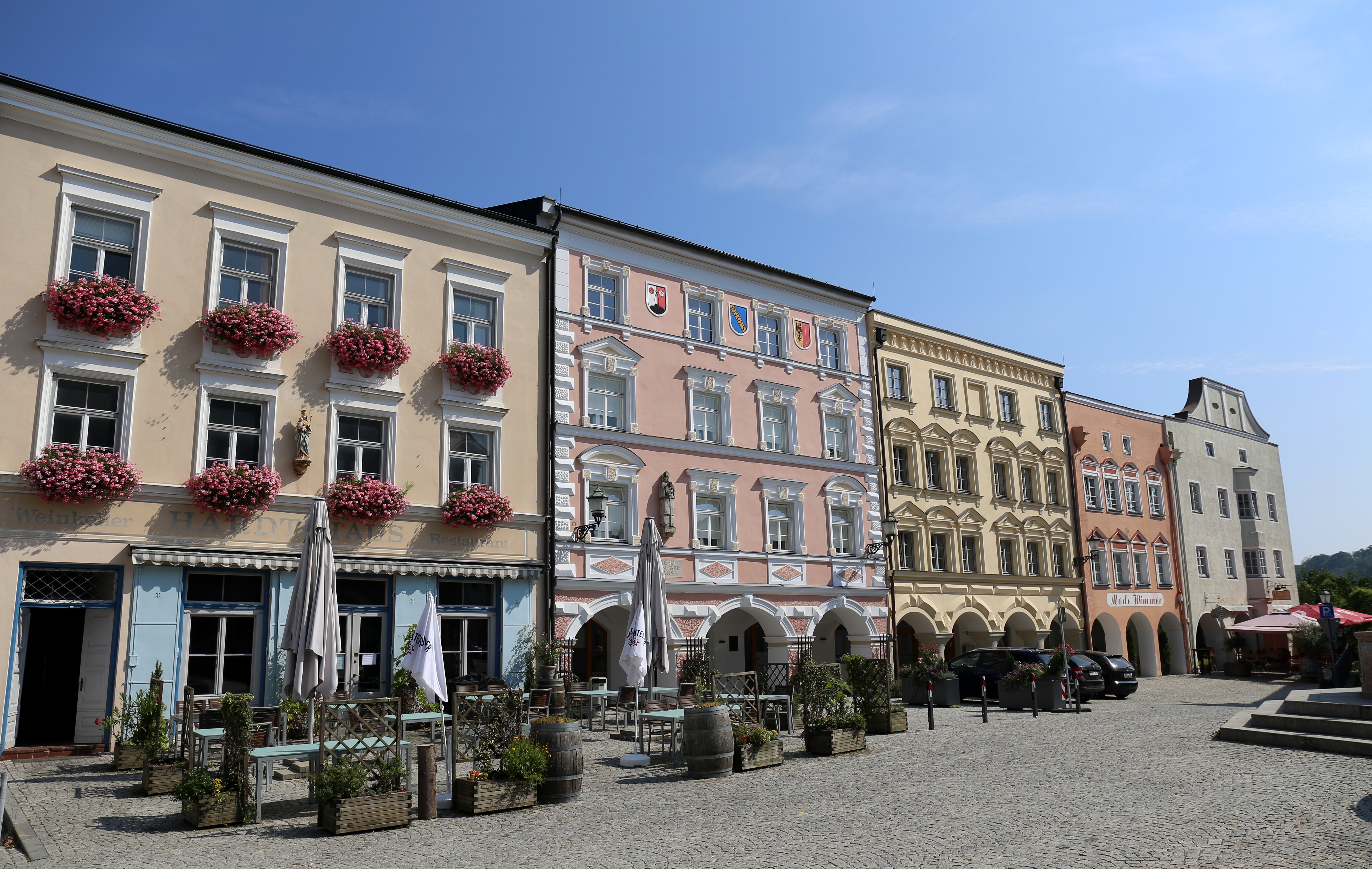

Das Ensemble umfasst mit dem Marktplatz, der aus dem Talboden des Inn zu ihm aufsteigenden Langgasse (einschließlich ihrer angrenzenden Bebauung an der Bahnhof-, Gillitzer-, Jettenbacher Straße, am Bräuberg und Schießstättenweg) und dem Schlossberg den historischen Kernbereich von Kraiburg. Der Marktplatz, eine nahezu quadratische Anlage, ist an den Seiten geschlossen mit zwei- und dreigeschossigen Bürgerhäusern in der Bauweise der Inn-/Salzachstädte bebaut. Aktennummer: E-1-83-124-2.

## Baudenkmäler nach Ortsteilen

### Kraiburg
| Lage | Objekt                                              | Beschreibung | Akten-Nr.      | Bild                                  |
| --- | --------------------------------------------------- | --- | -------------- | ------------------------------------- |
| Am Marktplatz (Standort) | Bergkeller                                          | wohl 19. Jahrhundert; unterhalb des Schlossberges. | D-1-83-124-45  | Bergkeller                            |
| Bahnhofstraße 2 (Standort) | Wohn- und Geschäftshaus                             | zweigeschossig, mit mehrfach zurückgesetzter Südwand am Anbau, 18. Jahrhundert; siehe auch Ensemble Marktplatz/Langgasse. | D-1-83-124-2   | weitere Bilder                        |
| Bahnhofstraße 9 (Standort) | Wohnhaus                                            | zweigeschossig, mit Flachwalmdach, Neurenaissance-Fassade, kleines Vordach und Eisenzaun, um 1900. | D-1-83-124-4   | weitere Bilder                        |
| Bahnhofstraße 11 (Standort) | Scheune und Remise                                  | großer Massivbau, Bruchstein und Ziegel, hölzernes Vordach, Anfang 19. Jahrhundert. | D-1-83-124-5   | weitere Bilder                        |
| Bahnhofstraße 12 (Standort) | Unterbräu                                           | Stattlicher breit gelagerter, dreigeschossiger Bau, mit Giebelzinnen, Biedermeierhaustür, Portalgewände, bezeichnet mit dem Jahr 1821, Anlage im Kern älter. | D-1-83-124-6   | weitere Bilder                        |
| Bahnhofstraße 18 (Standort) | Katholische Filialkirche St. Nikolaus und Sebastian | sogenannte Aukapelle, errichtet 1614, Barockisierung 1730; mit Ausstattung. | D-1-83-124-7   | weitere Bilder                        |
| Bei der Jettenbacher Straße; Jettenbacher Straße 15 (Standort)                                                                 | Friedhof                                            | Friedhofskapelle, unverputztes Tuffquadermauerwerk, Dachreiter, 1847; mit Ausstattung; Arkadengang mit Familiengrüften und Grabstätten Hardt, Schenkel und Wesner/Lerch; Aussegnungshalle mit Arkadengang und gusseisernem Brunnen, zweite Hälfte 19. Jahrhundert; Einfriedung, bestehend aus zum Teil mannshohen Tuffsteinmauern, um 1850; sogenannte Krandauergruftkapelle an der Südseite der Friedhofsmauer, zweite Hälfte 19. Jahrhundert; Tuffsteinbrunnen und Kruzifix in der Friedhofsmitte sowie Grabdenkmäler der zweiten Hälfte des 19. und des frühen 20. Jahrhunderts. | D-1-83-124-31  | BW                                    |
| Beim Keferberg; Mittermühlbach; Mittermühlweg; Mittermühlweg 1; Söllstraße 3; Söllstraße 5; Söllstraße 7; Wanklbach (Standort) | Mittermühlbach                                      | sogenannter Schleiferbach, künstlich angelegter, gefasster Bachlauf mit wassertechnischen Anlagen (Einlauf-, Auslauf- und Wehranlagen) sowie Kanalbrücke aus Hausteinmauerwerk und Substruktionen in der Nähe des Mittermühlwegs, im heutigen Verlauf seit 1812 nachweisbar. Siehe auch Eintrag Beim Reichinger Weg, sogenannte Schusterschleife und Beim Keferberg, ehemalige Lohstampfe. | D-1-83-124-124 | weitere Bilder                        |
| Beim Reichinger Weg (Standort)                                                                                                 | Ehemalige Messerschleiferei                         | sogenannte Schusterschleife, zweigeschossiger verputzter Satteldachbau an Hangkante, im Kern Ende 18. Jahrhundert, im 19. Jahrhundert und 1930 erweitert, mit technischer Ausstattung und Unterwasserturbine von 1871; ehemalige Lohstampfe, eingeschossiger holzverschalter Satteldachbau, im Kern Ende 18. Jahrhundert. | D-1-83-124-60  | BW                                    |
| Bruckhäuslnstraße 16 (Standort)                                                                                                | Wohnhaus                                            | zweigeschossig mit rundbogigen Fensterrahmungen und Giebelgliederung, ursprünglich Armenhaus der früheren Gemeinde Maximilian, im Inneren bezeichnet mit dem Jahr 1848. | D-1-83-124-9   | BW                                    |
| Bruckmühlweg 1 (Standort) | Wohnhaus der ehemaligen Bruckmühle                  | zweigeschossiger Bau mit Satteldach, Steherker und geschweiftem Knickgiebel, über Südtüre bezeichnet mit dem Jahr 1767. | D-1-83-124-11  | Wohnhaus der ehemaligen Bruckmühle    |
| Brunngasse 1 (Standort) | Wohnhaus                                            | dreigeschossiger giebelständiger Satteldachbau, im Inneren mit Holzbalkendecken und Gewölben, 16./17. Jh. | D-1-83-124-129 | Wohnhaus                              |
| Gillitzerstraße 2 (Standort)                                                                                                   | Stattliches Wohnhaus                                | mit flach geneigtem Satteldach und Putzgliederung, ehemaliges Gerberhaus, Ende 19. Jahrhundert; siehe auch Ensemble Marktplatz Langgasse. | D-1-83-124-12  | weitere Bilder                        |
| Guttenburger Straße 22 (Standort)                                                                                              | Handwerkerhaus (ehemalige Bäckerei)                 | Satteldachbau mit Blockbau-Obergeschoss, wohl Anfang 19. Jahrhundert. | D-1-83-124-14  | Handwerkerhaus (ehemalige Bäckerei)   |
| Jettenbacher Straße 3 (Standort)                                                                                               | Wohnhaus                                            | zweigeschossiger, zu drei Seiten freistehender Flachsatteldachbau, teils in Blockbauweise, im Kern 15./16. Jh. | D-1-83-124-117 | Wohnhaus                              |
| Jettenbacher Straße 4 (Standort)                                                                                               | Wagenremise                                         | traufständig, über dem Tor bezeichnet mit dem Jahr 1580; Kasten, sogenannter Kleiner Salzstadel, dreigeschossiger, giebelständiger Massivbau, wohl 17. Jahrhundert, verbunden mit Jettenbacher Straße 2; - vgl. Ensemble Marktplatz/Langgasse. | D-1-83-124-19  | weitere Bilder                        |
| Jettenbacher Straße 5 (Standort)                                                                                               | Zwei Kasten                                         | sogenannter Großer Salzstadel und sogenannter Salzstadel, heute Heimatmuseum, stattliche gemauerte, dreigeschossige, giebelständige Bauten mit Steilsatteldach, wohl 17. Jahrhundert. | D-1-83-124-18  | weitere Bilder                        |
| Jettenbacher Straße 9 (Standort)                                                                                               | Ehemaliges Bauernhaus „beim Haslinger“              | gemauert, zweigeschossig, flachgeneigtes Satteldach, im Kern noch um 1890; in einem Raum (ehemaliger Stall) böhmisches Kappengewölbe. | D-1-83-124-21  | weitere Bilder                        |
| Langgasse 1 (Standort) | Wohnhaus                                            | dreigeschossig mit Vorschussmauer, Grabendach, dreifach zurückgesetzte Fassade, im Kern 17. Jahrhundert, Tordurchfahrt mit Stichkappentonne. | D-1-83-124-24  | weitere Bilder                        |
| Langgasse 3 (Standort) | Wohnhaus                                            | dreigeschossig, zweistöckiger polygonaler Erker, 16./17. Jahrhundert, Erdgeschoss tonnengewölbt. | D-1-83-124-25  | weitere Bilder                        |
| Langgasse 4 (Standort) | Wohnhaus und ehem. Handwerkeranwesen                | schmaler, einst zweigeschossiger Bau mit gewölbtem Erdgeschoss, 17./18. Jh., Aufstockung und Vorschussmauer, 19. Jh. | D-1-83-124-128 | Wohnhaus und ehem. Handwerkeranwesen  |
| Langgasse 5 (Standort) | Wohnhaus                                            | dreigeschossig, Fassade um eine Fensterachse vorspringend, im Kern 17./18. Jahrhundert, Hausmadonna. | D-1-83-124-26  | weitere Bilder                        |
| Langgasse 7 (Standort) | Wohnhaus                                            | dreigeschossig, mit Scheitelzinne, Mitte 19. Jahrhundert. | D-1-83-124-27  | weitere Bilder                        |
| Langgasse 9 (Standort) | Gasthaus Stolzbräu                                  | stattliches Eckhaus, zweigeschossig, Portal bezeichnet mit dem Jahr 1843, Hausinschrifttafel von 1868. | D-1-83-124-28  | weitere Bilder                        |
| Langgasse 22 (Standort) | Wohnhaus                                            | dreigeschossig, Flachsatteldach, angesetzte Stützpfeiler, 17. /18. Jahrhundert. | D-1-83-124-30  | weitere Bilder                        |
| Marktplatz (Standort) | Marktbrunnen                                        | mit Rotmarmorbecken und Marienfigur über Mittelpfeiler, errichtet 1611, Becken bezeichnet mit dem Jahr 1781, Renovierung bezeichnet mit dem Jahr 1887. | D-1-83-124-57  | weitere Bilder                        |
| Marktplatz 1 (Standort) | Ehemaliges Bürgerhaus                               | seit 1935 Rathaus, dreigeschossig mit Runderker und Grabendach, im Kern wohl 17. Jahrhundert; im Innenhof eingemauertes Renaissanceportal aus Rotmarmor, bezeichnet mit dem Jahr 1590; drei Grabsteine des 15.–18. Jahrhunderts, die wohl vom abgebrochenen Vorgängerbau der Kraiburger Pfarrkirche stammen. | D-1-83-124-33  | weitere Bilder                        |
| Marktplatz 2 (Standort) | Wohnhaus                                            | dreigeschossig, mit Putzgliederung und flachem, über der Fassade abgewalmtem Dach, Mitte 19. Jahrhundert. | D-1-83-124-34  | weitere Bilder                        |
| Marktplatz 4 (Standort) | Gasthaus                                            | stattlicher zweigeschossiger Giebelbau mit Renaissanceerker über abgetreppten Konsolen, im Kern noch 16. Jahrhundert, sonst nach Umbau um 1910, geschmiedetes Türgitter, bezeichnet mit dem Jahr 1910. | D-1-83-124-35  | weitere Bilder                        |
| Marktplatz 11 (Standort) | Markttor                                            | dreigeschossig, mit Vorschussmauern und Grabendach, im Kern 17./18. Jahrhundert. | D-1-83-124-36  | weitere Bilder                        |
| Marktplatz 12 (Standort) | Geschnitzte Haustür an einem Wohnhaus               | bezeichnet mit dem Jahr 1881 | D-1-83-124-37  | Geschnitzte Haustür an einem Wohnhaus |
| Marktplatz 15, 16 (Standort)                                                                                                   | Wohnhaus                                            | Doppelhaus mit Marktplatz 16, stattlicher dreigeschossiger Grabendachbau mit dreieckigem Fassadenerker, wohl 18. Jahrhundert, Fassade um 1900 neubarock umgestaltet. | D-1-83-124-38  | weitere Bilder                        |
| Marktplatz 17 (Standort) | Wohnhaus                                            | dreigeschossig mit Putzgliederung, giebelständig, im Kern wohl noch 17. Jahrhundert, Haustür Ende 19. Jahrhundert. | D-1-83-124-40  | weitere Bilder                        |
| Marktplatz 18 (Standort) | Gasthaus                                            | stattlicher dreigeschossiger Grabendachbau, mit Vorschussmauer, im Kern 17./18. Jahrhundert. | D-1-83-124-41  | weitere Bilder                        |
| Marktplatz 19 (Standort) | Vier Schwibbögen                                    | wohl 17./18. Jahrhundert, zwischen Marktplatz 19 und 20 am Aufgang zum Schlossberg. | D-1-83-124-42  | Vier Schwibbögen                      |
| Marktplatz 21 (Standort) | Wohnhaus                                            | zweigeschossig, giebelständig, im Kern 17. Jahrhundert, Fletz im Erdgeschoss tonnengewölbt. | D-1-83-124-43  | BW                                    |
| Marktplatz 22 (Standort) | Ehemaliges Benefiziatenhaus                         | heute Museum, zweigeschossig, Vorschussgiebel, Satteldach, erneuerte Renaissancebemalung, Flacherker mit getreppter Spitzkonsole, bezeichnet mit dem Jahr 1608. | D-1-83-124-44  | weitere Bilder                        |
| Marktplatz 24, 25 (Standort)                                                                                                   | Wohnhaus                                            | stattliches dreigeschossiges Eckhaus mit Satteldach, im Kern 16. Jahrhundert, in Haushälfte Marktplatz 25 Fletz und Räume im Erdgeschoss gewölbt. | D-1-83-124-46  | Wohnhaus                              |
| Marktplatz 26 (Standort) | Wohnhaus                                            | stattlicher dreigeschossiger Bau mit geschweiftem Knickgiebel, im Kern 17./18. Jahrhundert. | D-1-83-124-47  | weitere Bilder                        |
| Marktplatz 27 (Standort) | Wohnhaus                                            | dreigeschossig, erneuerte erdgeschossige Lauben, 17. Jahrhundert, Erdgeschoss mit Stichkappentonne, eingemauertes Rotmarmorwaschbecken, bezeichnet mit dem Jahr 1698. | D-1-83-124-48  | weitere Bilder                        |
| Marktplatz 29 (Standort) | Ehemaliges Palais Lerchenfeld                       | dann Pflegerhaus des Gerichts Kraiburg und Mörmoosen, seit 1835 Apotheke, dreigeschossig, Walmdach mit schmiedeeisernem Dachaufsatz, im Kern von 1740, Neurenaissancefassade von 1887. | D-1-83-124-49  | weitere Bilder                        |
| Marktplatz 30 (Standort) | Wohnhaus                                            | zweigeschossiges Eckhaus mit Putzgliederung, polygonalem Eckerker und Grabendach, im Kern 16./17. Jahrhundert. | D-1-83-124-50  | Wohnhaus                              |
| Marktplatz 31 (Standort) | Kaufmannshaus                                       | sogenanntes Hardthaus, dreigeschossiger, traufständiger Bau, Fassade spätklassizistisch, 1875, im Erdgeschoss Ladeneinbau aus Holz, Eisenblechläden, rückwärts im Erdgeschoss das Kontor mit gusseiserner Treppe zum Obergeschoss, an der Fassade neugotische Hausmadonna, um 1875. | D-1-83-124-51  | weitere Bilder                        |
| Marktplatz 32 (Standort) | Wohnhaus                                            | sogenanntes Bischof Bernhard Haus, viergeschossig, erdgeschossige Lauben, hofseitig zweigeschossiger Arkadengang, Neurenaissance-Fassade Ende 19. Jahrhundert, im Kern sonst noch 17. Jahrhundert, Erdgeschoss mit Stichkappentonne, Nagelfluhstein bezeichnet mit dem Jahr 1648. | D-1-83-124-52  | weitere Bilder                        |
| Marktplatz 33 (Standort) | Wohnhaus                                            | jetzt katholischer Pfarrhof, viergeschossig, erdgeschossige Lauben, hofseitig dreigeschossiger Arkadengang, im Kern 17. Jahrhundert; Durchgang mit Kreuzgratgewölben und Grabsteinen des 15.–19. Jahrhunderts. | D-1-83-124-53  | weitere Bilder                        |
| Marktplatz 34 (Standort) | Wohnhaus                                            | dreigeschossig, Grabendach, erneuerte erdgeschossige Lauben, im Kern wohl noch 17. Jahrhundert. | D-1-83-124-54  | weitere Bilder                        |
| Marktplatz 35 (Standort) | Wohnhaus                                            | dreigeschossig, Grabendach, Bodenerker, erdgeschossige Lauben, Lichthof, im Kern frühes 17. Jahrhundert, Fletz im Erd- und ersten Obergeschoss mit Kreuzgratgewölben, Flur im zweiten Obergeschoss mit schlichter Kassettendecke, altes Türblatt mit Rahmung des frühen 17. Jahrhunderts. | D-1-83-124-55  | weitere Bilder                        |
| Marktplatz 36 (Standort) | Katholische Pfarrkirche St. Bartholomäus            | neuromanische Basilika, Backstein, von Fritz Steinhäußer, 1892/93, vier Turmgeschosse spätgotisch, 15. Jahrhundert, Ausmalung 1893/97 durch Redemptoristenfrater Max Schmalzl, renoviert 1969/72; mit Ausstattung. | D-1-83-124-56  | weitere Bilder                        |
| Schloßberg (Standort) | Gelöbniskapelle                                     | auf dem Schloßberg anstelle der früheren Kraiburg, erbaut 1838; mit Ausstattung. | D-1-83-124-62  | weitere Bilder                        |
| Trostberger Straße 8, 10 (Standort)                                                                                            | Ehemaliges Handwerkerhaus                           | zweigeschossiger Blockbau, um 1570 (dendro.dat.), Kniestock und Satteldach, um 1590 (dendro.dat.), nach Süden abgeschleppter eingeschossiger Anbau aus Bruchsteinmauerwerk, wohl gleichzeitig. | D-1-83-124-130 | BW                                    |
| Trostberger Straße 14 (Standort)                                                                                               | Kruzifix                                            | zwischen zwei Birken, wohl 19. Jahrhundert. | D-1-83-124-65  | BW                                    |
| Trostberger Straße 14 (Standort)                                                                                               | Ehemalige Knabenvolksschule                         | zweigeschossiger Satteldachbau mit Mittelrisalit und getrepptem Fries, zweite Hälfte 19. Jahrhundert. | D-1-83-124-64  | BW                                    |
| Trostberger Straße 16 (Standort)                                                                                               | Ehemalige Mädchenvolksschule                        | stattlicher freistehender Bau, zweigeschossig mit Krüppelwalmdach, 1905; zugehörig transferierter Getreidekasten, zweigeschossig, 17./18. Jahrhundert. | D-1-83-124-66  | BW                                    |
| Trostberger Straße 58, 60 (Standort)                                                                                           | Handwerkerhaus                                      | firstgeteiltes Doppelhaus, zweite Hälfte 18. Jahrhundert, mit Blockbauobergeschoss, hohem Kniestock und flachgeneigtem Satteldach; zugehörig gemauerter Bildstock mit Satteldachabdeckung, wohl 19. Jahrhundert, renoviert Mitte 20. Jahrhundert. | D-1-83-124-67  | BW                                    |

### Frauendorf
| Lage                            | Objekt                                    | Beschreibung | Akten-Nr.     | Bild           |
| ------------------------------- | ----------------------------------------- | --- | ------------- | -------------- |
| Flossinger Straße 5 (Standort)  | Ehemaliger Wirtschaftsteil des Gasthauses | traufseitig mit reichem Gitterbundwerk, um 1856. | D-1-83-124-81 | BW             |
| Flossinger Straße 10 (Standort) | Ehemalige Mühle                           | Wohnstallhaus, zweigeschossiger Massivbau mit Bundwerkgiebel und flach geneigtem Satteldach, bezeichnet mit dem Jahr 1827; angebauter, erneuerter Bundwerkstadel, bezeichnet mit dem Jahr 1832.              | D-1-83-124-82 | BW             |
| Kirchweg 1 (Standort)           | Katholische Kirche St. Michael            | spätgotischer einschiffiger Tuffquaderbau, 15. Jahrhundert, Barockisierung durch Johann Michael Millinger: der Westturm 1751, die Kirche 1766; mit Ausstattung; Friedhofsmauer, barock, 17./18. Jahrhundert. | D-1-83-124-79 | weitere Bilder |

### Guttenburg
| Lage                     | Objekt                                     | Beschreibung | Akten-Nr.      | Bild                       |
| ------------------------ | ------------------------------------------ | --- | -------------- | -------------------------- |
| Guttenburg 18 (Standort) | Schloss Guttenburg                         | ehemals Stammsitz der Grafen von Taufkirchen; unregelmäßiger Fünfflügelbau um einen geschlossenen Innenhof, dreigeschossig, über der Hauptzufahrt Turm, bauliche Grundlage 14./15. Jahrhundert, barocker Ausbau um 1666 und um 1725/30, Veränderungen im späten 19. und frühen 20. Jahrhundert; im Nordflügel Schlosskapelle; mit Ausstattung; an der Südseite des Schlosses Halsgraben, in der Anlage noch mittelalterlich; Schlossgarten (Gartenparterre), in der Anlage barock, zweite Hälfte 17. Jahrhundert, im späten 19. Jahrhundert romantisch überformt; an den Ecken des Gartens drei barocke Pavillons, um 1670/80; ehemaliger Marstall an der Ostseite des Schlossgartens, davon noch erhalten der Kopfbau mit barockem Schweifgiebel, Ende 17. Jahrhundert; Allee, von Südosten zum Schlosseingang geführt. | D-1-83-124-86  | weitere Bilder             |
| Guttenburg 23 (Standort) | Ehemaliger Brauereigasthof                 | stattlicher zweigeschossiger Putzbau mit sechs zu fünf Obergeschossachsen und Treppengiebel, im Kern 16./17. Jahrhundert, umgestaltet zweite Hälfte 19. Jahrhundert. | D-1-83-124-87  | Ehemaliger Brauereigasthof |
| Hofwies 1 (Standort)     | Katholische Wallfahrtskirche Mariae Geburt | zentralisierender Dreikonchenbau mit Westturm; von Franz Anton Glonner, 1790/91; mit Ausstattung. | D-1-83-124-85  | weitere Bilder             |
| In Ensdorf (Standort)    | Zugehöriges Sägewerk                       | zweigeschossiger Satteldachbau mit historischer Ausstattung, wohl zweite Hälfte 19. Jahrhundert, Mühlrad erneuert. | D-1-83-124-111 | BW                         |

### Maximilian
| Lage                                  | Objekt                                     | Beschreibung | Akten-Nr.      | Bild           |
| ------------------------------------- | ------------------------------------------ | --- | -------------- | -------------- |
| Maximilian, Kirchenweg in (Standort)  | Wegkapelle                                 | sogenannte Maximilianskapelle, kleiner Satteldachbau mit Putzgliederung, 18. Jahrhundert; mit Ausstattung; bei Haus Nr. 2. | D-1-83-124-110 | weitere Bilder |
| Maximilian, Krautgartenweg (Standort) | Wegkapelle                                 | Massivbau mit Putzgliederung, Mitte 19. Jahrhundert; gegenüber Haus Nr. 27. | D-1-83-124-101 | weitere Bilder |
| Maximilian 2 (Standort)               | Stadel                                     | stattlicher zweitenniger Bau mit Bundwerk und Bohlenwand, erste Hälfte 19. Jahrhundert. | D-1-83-124-96  | weitere Bilder |
| Maximilian 3 (Standort)               | Katholische Filialkirche St. Maximilian    | einschiffiger, spätgotischer Bau mit Westturm, 15. Jahrhundert, Turmobergeschoss mit Zwiebelhaube barock, Innenraum barock überformt, 1724; mit Ausstattung; Friedhofsmauer, unverputztes Tuffquadermauerwerk, südwestlich mit gesondert abgeteilten Teil für die unschuldigen Kinder, 17./18. Jahrhundert. | D-1-83-124-95  | weitere Bilder |
| Maximilian 9 (Standort)               | Kleiner Einfirsthof                        | teilweise zweigeschossiger Blockbau, 18. Jahrhundert. | D-1-83-124-97  | weitere Bilder |
| Maximilian 16 (Standort)              | Schmiede                                   | Wohnhaus, zweigeschossig, Satteldach; Anbau mit Schmiedewerkstatt, beide Bauteile Ende 19. Jahrhundert; mit technischer Ausstattung. | D-1-83-124-98  | BW             |
| Maximilian 20 (Standort)              | Wohnstallhaus des ehemaligen Vierseithofes | lang gestreckter, zweigeschossiger Putzbau mit Satteldach, Mitte 19. Jahrhundert; Stallstadel, zweigeschossig mit Halbwalmdach, Mitte 19. Jahrhundert; Stallstadel, zweigeschossig mit Satteldach, Mitte 19. Jahrhundert, Dach wohl um 1900.                                                                | D-1-83-124-100 | BW             |

### Weitere Ortsteile
| Lage                                                            | Objekt                                     | Beschreibung | Akten-Nr.      | Bild |
| --------------------------------------------------------------- | ------------------------------------------ | --- | -------------- | --- |
| Auersdorf 3 (Standort)                                          | Bundwerkstadel                             | bei einem Vierseithof, zweitennig, Westteil erneuert, um 1850/60. | D-1-83-124-68  | BW |
| Berg 3 (Standort)                                               | Stallstadel                                | mit Bundwerk-Obergeschoss, Mitte 19. Jahrhundert. | D-1-83-124-70  | BW |
| Brandach 2 (Standort)                                           | Versetzter Getreidekasten                  | in Blockbauweise, 17./18. Jahrhundert. | D-1-83-124-71  | BW |
| Ensdorf 25 (Standort)                                           | Katholische Pfarrkirche St. Johann Baptist | spätgotischer, einschiffiger Tuffquaderbau, Ende 15./Anfang 16. Jahrhundert, neugotische Ausgestaltung 1860 f.; mit Ausstattung; Friedhofsmauer aus Tuffsteinquadern, wohl 16./17. Jahrhundert. | D-1-83-124-73  | BW |
| Ensdorf 43 (Standort)                                           | Katholischer Pfarrhof mit Ökonomie         | 1530, im 19. Jahrhundert vergrößert; ehemaliges Pfarrhaus, zweigeschossiger Bau mit Halbwalmdach, im Kern wohl von 1530, im 19. Jahrhundert umgebaut; gemauerter Stallstadel mit Satteldach, zweite Hälfte 19. Jahrhundert; stattlicher gemauerter Stadel, mit hakenförmig angefügter Remise, gleichzeitig; nördlicher Westflügel, gleichzeitig.                                             | D-1-83-124-74  | BW |
| Ensfelden 2 (Standort)                                          | Bildstock                                  | gemauert mit spitzbogiger Nische, erste Hälfte 19. Jahrhundert; nördlich der Höfe. | D-1-83-124-75  | BW |
| Fisslkling 1 (Standort)                                         | Katholische Wallfahrtskirche St. Salvator  | barocke Anlage mit zwölfseitigen Zentralraum, von Johann Michael Millinger, 1758; mit Ausstattung. | D-1-83-124-77  | BW |
| Fisslkling, Nähe Wimpasing (Standort)                           | Kreuzigungsgruppe                          | 3 Kreuze, barock, wohl 18. Jahrhundert; nördlich oberhalb der Kirche. | D-1-83-124-78  | BW |
| Gassen 1 (Standort)                                             | Stadel                                     | zweitennig mit Bundwerkoberteil, bezeichnet mit dem Jahr 1858. | D-1-83-124-83  | BW |
| Kolbing (Standort)                                              | Wegkapelle                                 | spätes 19. Jahrhundert; mit Ausstattung; am Dreiweg Kolbing, Bucher, Beckenlehen. | D-1-83-124-90  | BW |
| Kolbing 6 (Standort)                                            | Katholische Filialkirche St. Aegidius      | kleiner, einschiffiger Bau mit eingezogenem Chor und halbrunder Apsis, im Kern romanisch, wohl 12. Jahrhundert, barock verändert, um 1759; mit Ausstattung. | D-1-83-124-89  | weitere Bilder |
| Malseneck 1 (Standort)                                          | Ehemalige Villa von Malsen                 | heute Wohnheim für behinderte Menschen der Barmherzigen Brüder Algasing, großer, schlossartiger Bau in neubarocken Formen mit Eckerkern, Dachgiebel und Eingangsvorbau, von den Architekten Gebr. Rank, 1905. | D-1-83-124-92  | BW |
| Malseneck 1 (zwischen der Villa und dem Vierseithof) (Standort) | Bildstock                                  | Putzbau mit vergitterter Nische, um 1905. | D-1-83-124-109 | [[Vorlage:Bilderwunsch/code!/C:48.1911105,12.4554276!/D:Malseneck 1 (zwischen der Villa und dem Vierseithof), Bildstock!/\|BW]] |
| Malseneck 2 (Standort)                                          | Vierseithof Gasteig                        | zur ehemaligen Villa von Malsen gehörig; einheitlicher Neubau in ansprechendem Heimatstil, von den Architekten Gebr. Rank, 1905, am Hauptbau eingemauerte Ziegelplatte, bezeichnet mit dem Jahr 1792. | D-1-83-124-93  | BW |
| Mauerschwang, Frauendorfer Feld (Standort)                      | Bildstock                                  | gemauert, noch 18. Jahrhundert; südlich des Ortes. | D-1-83-124-94  | BW |
| Schützenau 4 (Standort)                                         | Landschloss                                | sogenanntes Sachsenschlössl, zweigeschossiger, barocker Satteldachbau mit Giebelzinne und zwei polygonalen Eckerkern, am Portal bezeichnet mit dem Jahr 1719. | D-1-83-124-102 | BW |
| Wegen 2 (Standort)                                              | Vierseithof                                | geschlossene Anlage; Wohnstallhaus, zweigeschossiger Putzbau mit Bundwerk am Wirtschaftsteil, bezeichnet mit dem Jahr 1865; Stallstadel, mit Bundwerk-Obergeschoss, Mitte 19. Jahrhundert; Bundwerkstadel, eintennig, erste Hälfte 19. Jahrhundert; Hütte zwischen den Toreinfahrten, bezeichnet mit dem Jahr 1855; gemauerter Backofen, nördlich freistehend, bezeichnet mit dem Jahr 1838. | D-1-83-124-104 | BW |
| Westerberg (Standort)                                           | Bildstock                                  | Rotmarmorpfeiler, an der Laterne drei Bildreliefs und Inschriftfeld, bezeichnet mit dem Jahr 1642, renoviert 1955 und 2001. | D-1-83-124-105 | BW |
| Wimpasing (Standort)                                            | Feldkapelle                                | barocker Massivbau mit Putzgliederung, erbaut um 1780, ausgemalt 1788; mit Ausstattung. | D-1-83-124-106 | BW |
| Wuhrmühle 1 (Standort)                                          | Parallelstadel                             | mit traufseitigem Bundwerk und Nagelfluhmauerwerk, um 1830/50. | D-1-83-124-107 | BW |

## Ehemalige Baudenkmäler
In diesem Abschnitt sind Objekte aufgeführt, die früher einmal in der Denkmalliste eingetragen waren, jetzt aber nicht mehr. Objekte, die in anderem Zusammenhang also z. B. als Teil eines Baudenkmals weiter eingetragen sind, sollen hier nicht aufgeführt werden. Aktennummern in diesem Abschnitt sind ehemalige, jetzt nicht mehr gültige Aktennummern.

| Lage                                       | Objekt               | Beschreibung | Akten-Nr.      | Bild           |
| ------------------------------------------ | -------------------- | --- | -------------- | -------------- |
| Kraiburg Guttenburger Straße 24 (Standort) | Relief St. Florian   | an einem Wohnhaus, 18. Jahrhundert. | D-1-83-124-15  | BW             |
| Kraiburg Langgasse 18 (Standort)           | Wohnhaus             | zweigeschossig mit Vorschussmauer und Satteldach, bezeichnet mit dem Jahr 1612. | D-1-83-124-29  | weitere Bilder |
| Lohen Lohen 3 a (Standort)                 | Bundwerkobergeschoss | einer aus Reitmeister (Gde. Engelsberg, Lkr. Traunstein) transferierten ehemaligen Ziegelhütte, wohl zweite Hälfte 18. Jahrhundert; freistehender Getreidekasten, transferiert, 18. Jahrhundert. | D-1-83-124-91  | BW             |
| Zaunlehen Zaunlehen 1 (Standort)           | Wohnstallhaus        | eines auf das 18. Jahrhundert zurückgehenden, im 19. Jahrhundert erneuerten und ausgebauten Vierseithofes, mit Blockbau-Obergeschoss, im Kern 18. Jahrhundert, überformt mit Putzgliederung und neugotischen Zierdetails um 1860/70; Südflügel, großer zweitenniger Bundwerkstadel, erstes Drittel 19. Jahrhundert; Westflügel, Hütte, zweite Hälfte 19. Jahrhundert. | D-1-83-124-108 | BW             |